# Chất gây rối loạn nội tiết
Chất gây rối loạn nội tiết (đôi khi được gọi là Chất hoạt tính hóc môn) là những chất có khả năng tác động tương tự tác động của các hóc-môn do hệ thống nội tiết trong đến cơ thể động vật và người sản sinh ra. Chính vì vậy chúng có thể can thiệp vào các chức năng sinh lý do các những hóc-môn của cơ thể thực hiện. Nhiều nghiên cứu cho thấy tác động của những chất này đến cơ thể động vật và cho rằng tác động có hại tương tự cũng có thể xảy ra với con người.